# Poblat de pescadors de s'Estelella
El poblat de pescadors de s'Estelella és un conjunt de construccions situades entre la Punta Plana i la població de s'Estanyol de Migjorn, a Llucmajor, Mallorca, i que fou habitat en el seu origen per pescadors que hi tenien la seva casa i les seves barques.

## Història
El poblat està situat en una raconada de la costa que fa de port natural, en terrenys de la possessió de s'Estelella, a la punta de s'Estelella. Sembla que els primers que hi construïren barraques foren els torrers que vigilaven la costa des de la torre de s'Estelella, construïda el 1577, juntament amb pescadors que vivien de baratar el peix o la sal que les dones recollien dels cocons vora de mar amb productes de primera necessitat (blat, carn, fruites...) amb els amos de les possessions dels voltants. Tanmateix no fou fins a la fi del segle xix que es construïren la major part de les cases i escars, quan els senyors de s'Estelella cediren els terrenys anomenats Can Jaqueta als pescadors que hi volguessin construir una barraca. A principis del segle XX es construïren algunes cases d'estiueig al proper nucli de s'Estanyol de Migjorn per part de les famílies més benestants de Llucmajor i, lentament, el poblat de pescadors també es transformà en lloc d'estiueig.

## Elements

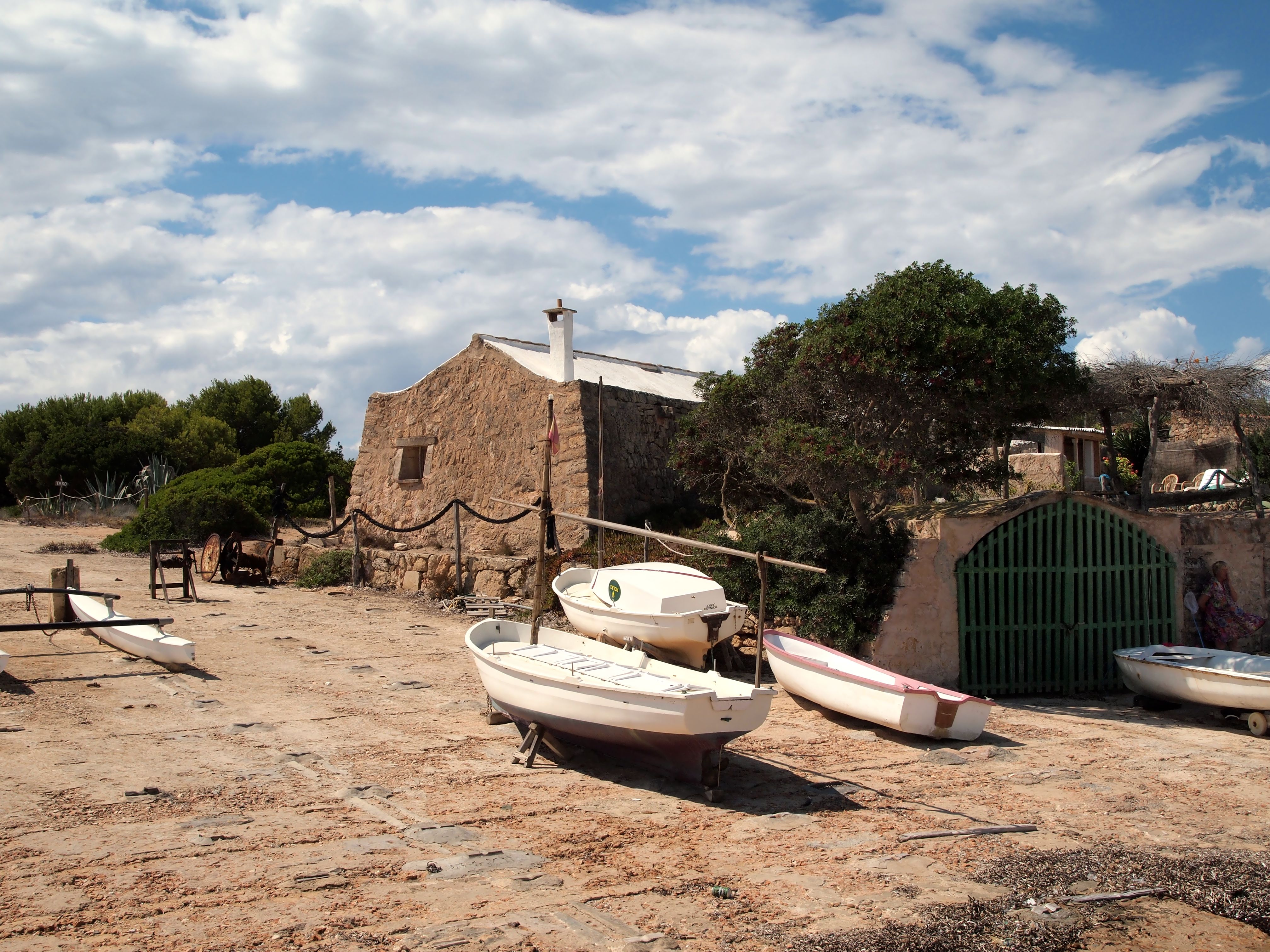
Varador i escar devora el conjunt de barraques.

Els elements que es conserven en l'actualitat són:
- Barraques de la Punta de s'Estelella: És un conjunt de quatre barraques adossades en filera, de planta rectangular, construïdes en diferents fases. Per aixecar-les s'empraren trossos irregulars de marès provinents de pedreres properes. Els portals d'accés, amb llinda, estan situats als costats llargs: Les finestres són escasses i petites. Les cobertes són de doble vessant i teules a la cresta. Hi ha una altra barraca aïllada, just devora la torre de s'Estelella, semblant a les del conjunt.
- Escars: Davant les barraques s'hi conserven dos escars i n'hi ha un altre proper al far de la Punta Plana.
- Casetes: Devora les barraques, hi ha un conjunt de cinc casetes adossades en filera, de planta rectangular, mirant cap a la mar. Tenen una sola alçària i la coberta és de teula àrab, d'una sola vessant, inclinada cap a la façana principal. El parament és de marès referit. Aïllades hi ha dues casetes més, just davant el far de la Punta Plana. Són de construcció més moderna.de planta rectangular, mirant cap a la mar. Tenen una sola alçària i la coberta és d'una sola vessant, inclinada cap a la façana principal. El parament és de marès referit i emblanquinat.
- Moll i varador: Devora les barraques hi ha un petit moll amb el seu varador. Aquest té dues parts, la més propera a la mar està feta amb peces de marès disposades horitzontalment; la més allunyada està recoberta amb ciment i té com a funció poder pujar les embarcacions més lluny de la mar per mitjà de gigres, que encara es conserven al seu lloc.
- Pedreres: A diferents indrets de la costa hi ha pedreres emprades per extreure el marès emprat en les construccions.[1]